# Orde van Temasek
De Orde van Temasek (Maleis: "Darjah Utama Temasek") werd in 1962, na de onafhankelijkheid van het Verenigd Koninkrijk, door Singapore ingesteld. Deze ridderorde heeft drie graden en wordt slechts bij uitzondering aan niet-Singaporese personen verleend. Tot 1975 had de orde slechts één graad.
Graden
- Eerste Graad (Grootkruis)
- Tweede Graad (Grootofficier)
- Derde Graad (Commandeur)

Het kleinood is een gouden ster met vijf punten. In het centrale witte medaillon is het wapen van Singapore in de juiste kleuren afgebeeld. Onder de witte punten van de ster ligt een groene lauwerkrans. Op de rode ring rond het medaillon staat "Darjah Utama Temasek".
De zilveren ster is vijfpuntig. De vijf langste stralen zijn van glad goud. De kortere zilveren stralen zijn in briljantvorm geslepen. In het centrale witte medaillon is het wapen van Singapore in de juiste kleuren afgebeeld. Op de rode ring rond het medaillon staat "Darjah Utama Temasek".
Het lint van de orde is rood met een brede witte middenstreep en twee smallere witte strepen op de zo ontstane rode banen.